# Liste der Bahnhöfe und Haltepunkte von Mainz
Die Liste der Bahnhöfe und Haltepunkte von Mainz enthält alle Bahnhöfe und Haltepunkte – sowohl die aktuell betriebenen als auch die historischen – auf dem jetzigen und ehemaligen Gebiet der Stadt Mainz. Das Gebiet der Stadt Mainz hat insbesondere nach dem Zweiten Weltkrieg erhebliche Veränderungen erfahren, zum einen durch die neue Grenze zwischen Hessen und Rheinland-Pfalz, zum anderen durch die Gebietsreform.
| Farbcode  | Farbcode        | Farbcode    | Farbcode     | Farbcode            | Farbcode |
| --------- | --------------- | ----------- | ------------ | ------------------- | -------- |
| S-Bahnhof | Regionalbahnhof | Fernbahnhof | Güterbahnhof | aufgelassen/Planung |          |

| Bezeichnung (DB-Abkürzung, ehemalige Bezeichnung)                  | Stadtteil              | Gattung    | Strecke(n)                                                             | Inbetrieb- nahme | Anmerkung                                                                                                   |
| ------------------------------------------------------------------ | ---------------------- | ---------- | ---------------------------------------------------------------------- | ---------------- | --- |
| Mainz-Bischofsheim (FMB)                                           | Bischofsheim           | Bahnhof    | Mainbahn Rhein-Main-Bahn Umgehungsbahn Mainz                           | 1858             | 1930–1945 zu Mainz                                                                                          |
| Mainz-Bischofsheim Güterbahnhof                                    | Bischofsheim           | Bahnhof    | Rhein-Main-Bahn                                                        | 1858             | 1930–1945 zu Mainz                                                                                          |
| Gartenfeld                                                         | Innenstadt             | Bahnhof    | Mainz–Bingerbrück                                                      | 1859             | 1884 aufgegeben zugunsten des neuen Centralbahnhofs                                                         |
| Mainz-Gonsenheim (FMGO)                                            | Mainz-Gonsenheim       | Bahnhof    | Alzey–Mainz                                                            | 1871             | |
| Mainz-Gustavsburg (FMG)                                            | Gustavsburg            | Bahnhof    | Mainbahn Rhein-Main-Bahn                                               | 1862             | 1930–1945 zu Mainz                                                                                          |
| Mainz-Gustavsburg Hafen (FMGN)                                     | Gustavsburg            | Bahnhof    | Mainbahn Rhein-Main-Bahn                                               | 1858             | * Erster Bahnhof von Gustavsburg mit Übergang zum Trajekt Mainz–Gustavsburg * Heute zu Ginsheim-Gustavsburg |
| Mainz Hauptbahnhof (FMZ) Centralbahnhof                            | Innenstadt             | Bahnhof    | Linke Rheinstrecke Mainbahn Rhein-Main-Bahn Mainz–Mannheim Alzey–Mainz | 1884             | größter und wichtigster Bahnhof von Mainz                                                                   |
| Mainz-Kastel (FMK)                                                 | Wiesbaden-Mainz-Kastel | Bahnhof    | Taunus-Eisenbahn                                                       | 1840             | ehemals zu Mainz, heute zu Wiesbaden                                                                        |
| Mainz-Laubenheim (FML)                                             | Mainz-Laubenheim       | Haltepunkt | Mainz–Mannheim                                                         | 1853             | |
| Mainz (erster Bahnhof der Hessischen Ludwigsbahn)                  | Innenstadt             | Bahnhof    | Mainz–Worms                                                            | 1853             | 1884 aufgegeben zugunsten des neuen Centralbahnhofs                                                         |
| Mainz-Marienborn (FMMB)                                            | Mainz-Marienborn       | Bahnhof    | Alzey–Mainz                                                            | 1871             | |
| Mainz-Mombach (FMM)                                                | Mainz-Mombach          | Bahnhof    | Linke Rheinstrecke                                                     | 1859             | |
| Mainz Nord (FMN) Mainz Curve                                       | Mainz-Neustadt         | Haltepunkt | Umgehungsbahn Mainz                                                    | 1904             | |
| Mainz Römisches Theater (FMS) Mainz Süd Mainz-Neutor Mainz-Neuthor | Innenstadt             | Bahnhof    | Mainbahn Rhein-Main-Bahn Mainz–Mannheim                                | 1884             | |
| Mainz-Waggonfabrik (FWFK)                                          | Mainz-Mombach          | Haltepunkt | Alzey–Mainz                                                            | 1898/1901        | |
| Mainz-Weisenau                                                     | Mainz-Weisenau         | Bahnhof    | Mainz–Mannheim                                                         | 1853             | zuletzt Haltepunkt; 1995 aufgelassen                                                                        |
| Mainz-Weisenau Gbf (FMWG)                                          | Mainz-Weisenau         | Bahnhof    | Mainz–Mannheim                                                         |                  | |